# 31458 Delrosso
31458 Delrosso è un asteroide della fascia principale. Scoperto nel 1999, presenta un'orbita caratterizzata da un semiasse maggiore pari a 2,6417464 UA e da un'eccentricità di 0,1717048, inclinata di 7,04312° rispetto all'eclittica.